# 西部男孩
西部男孩（英語：West Side Boys，West Side Junglers或West Side Niggaz）是塞拉利昂的一个武装团体。西部男孩在一定程度上受到美国说唱和帮派说唱音乐的影响。
他们曾抓获并扣留了联合国塞拉利昂特派团的维持和平人员，并于2000年8月抓获了一支由英国皇家爱尔兰团士兵组成的巡逻队及其塞拉利昂军队联络官。后来在2000年9月的巴拉斯行动期间，西部男孩在特种空勤团和伞兵团的一次行动中被消灭。在西部男孩被摧毁之前，该組織的规模已扩大到600人左右。